# Gastropacha
Gastropacha är ett släkte av fjärilar som beskrevs av Ferdinand Ochsenheimer 1810. Gastropacha ingår i familjen ädelspinnare.

## Bildgalleri

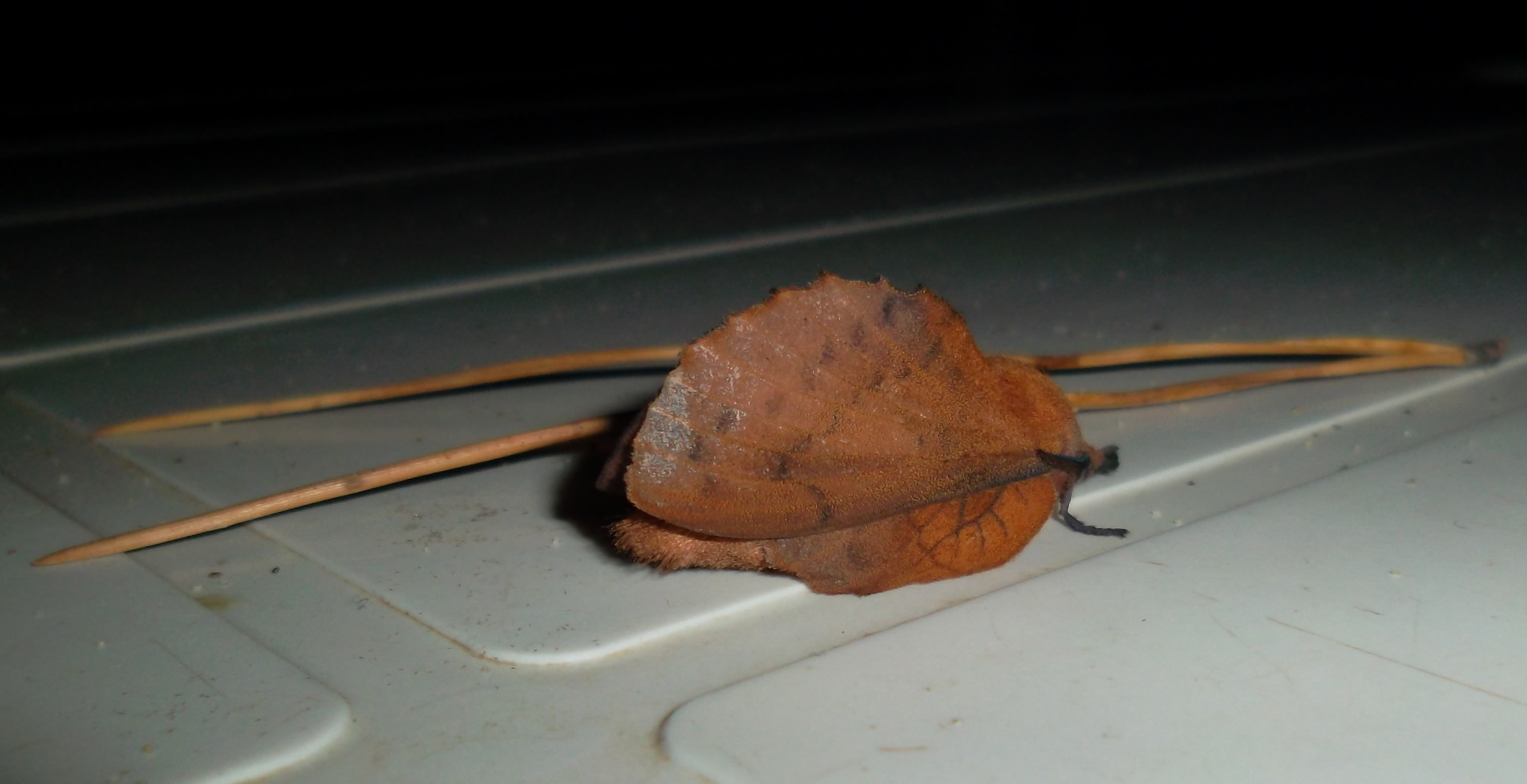
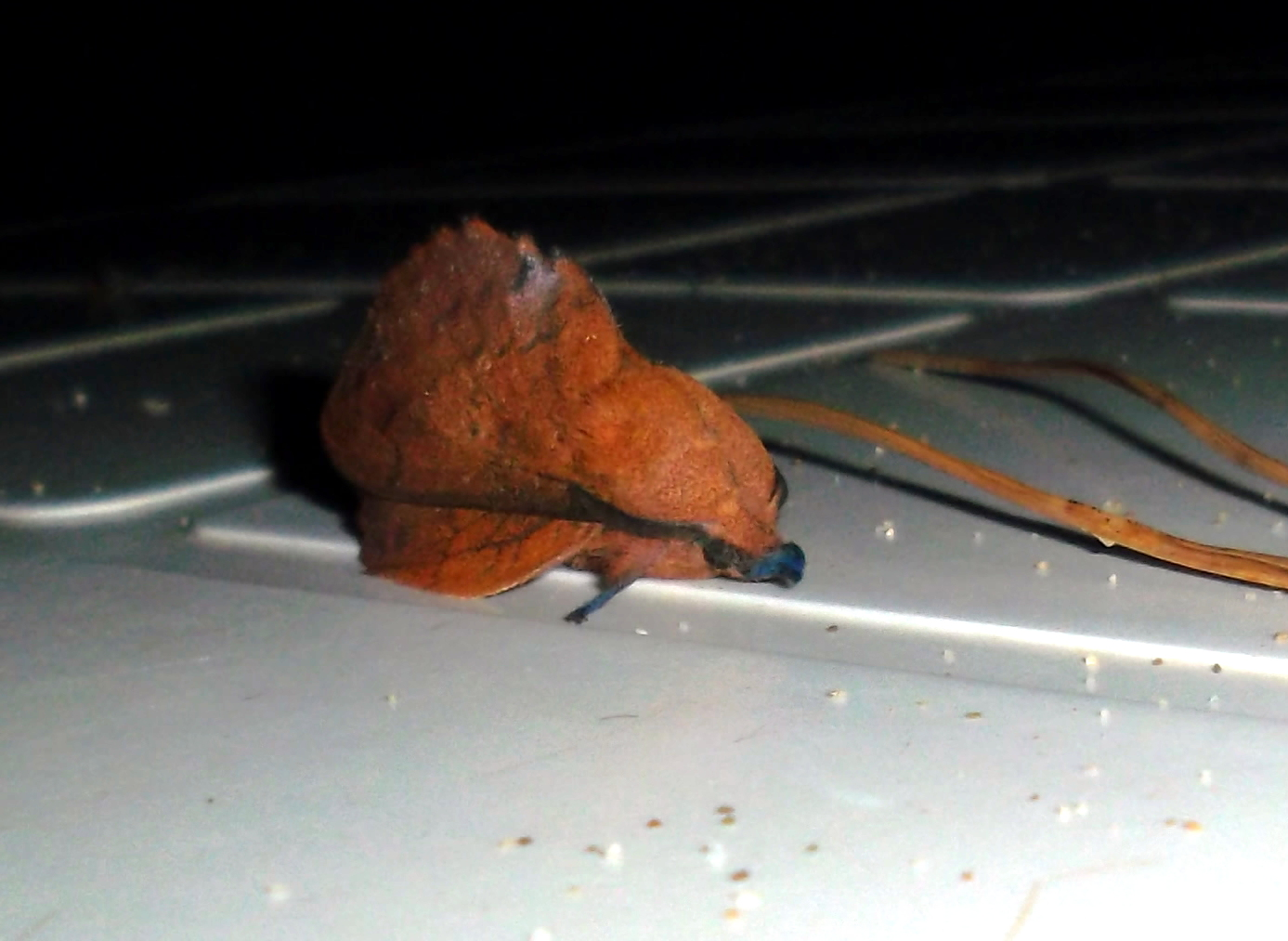
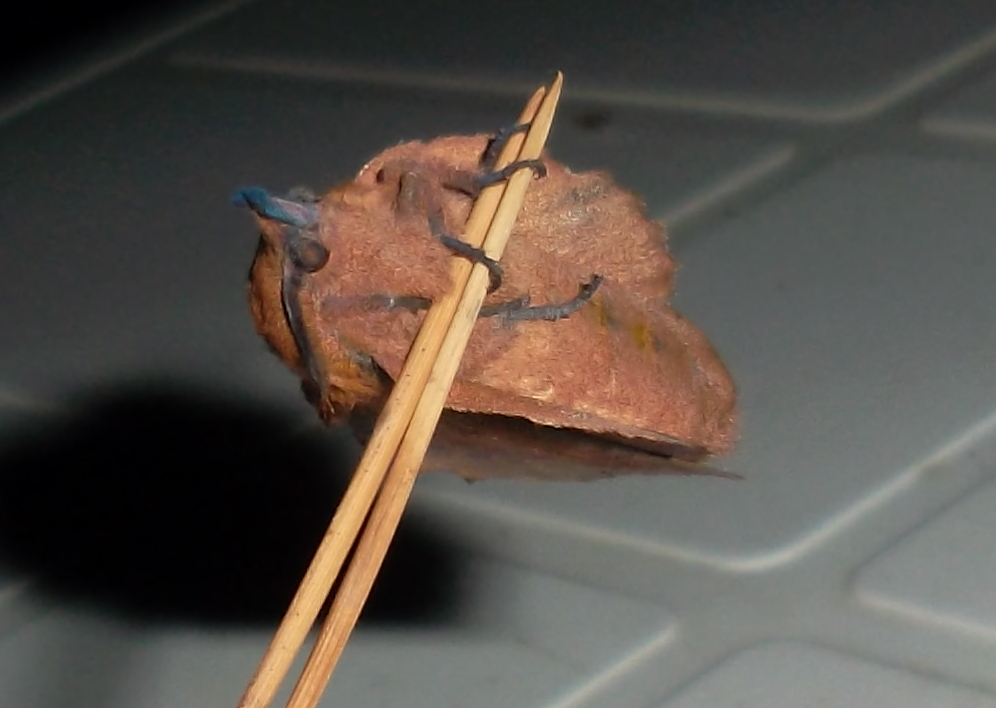
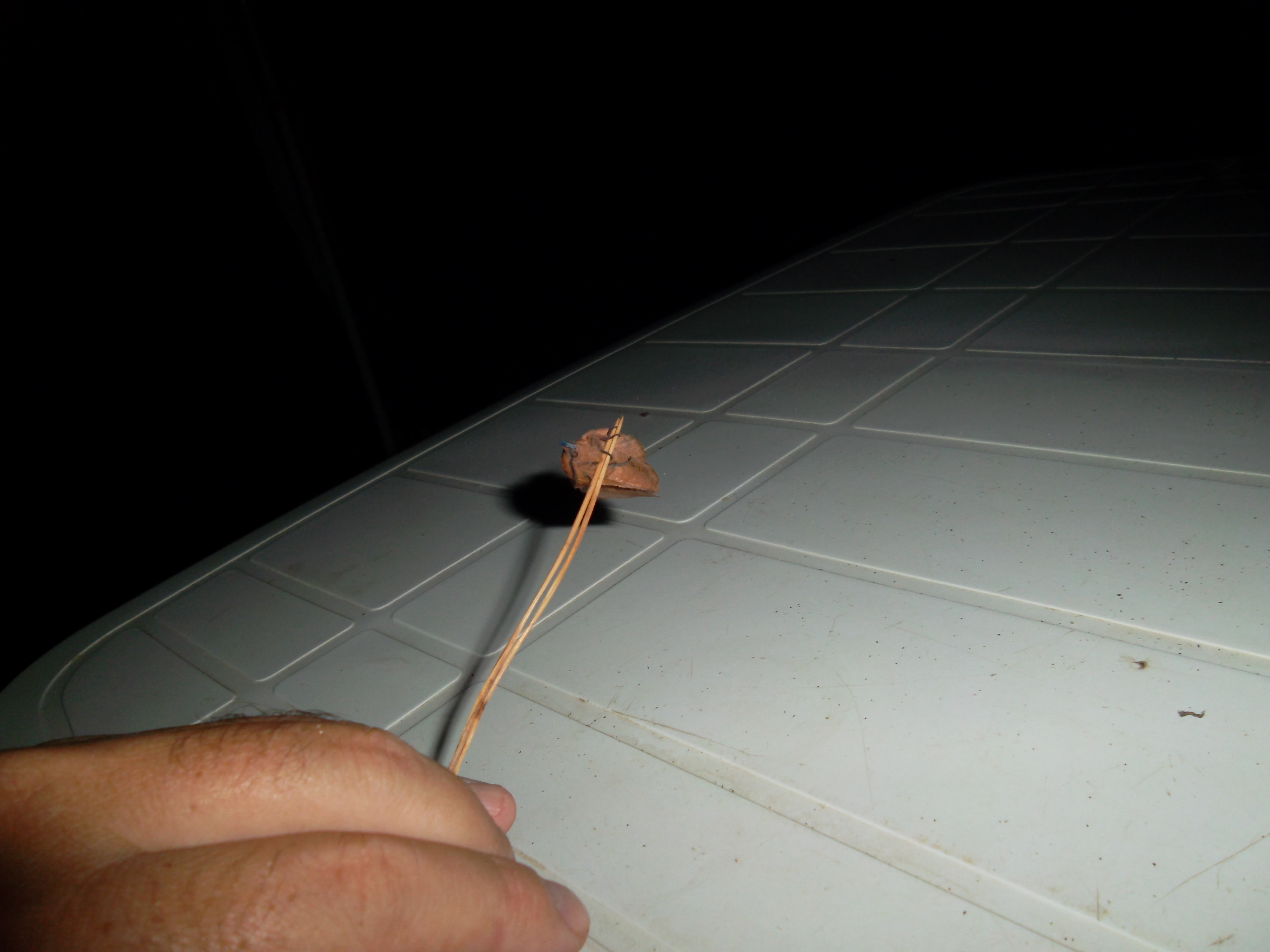
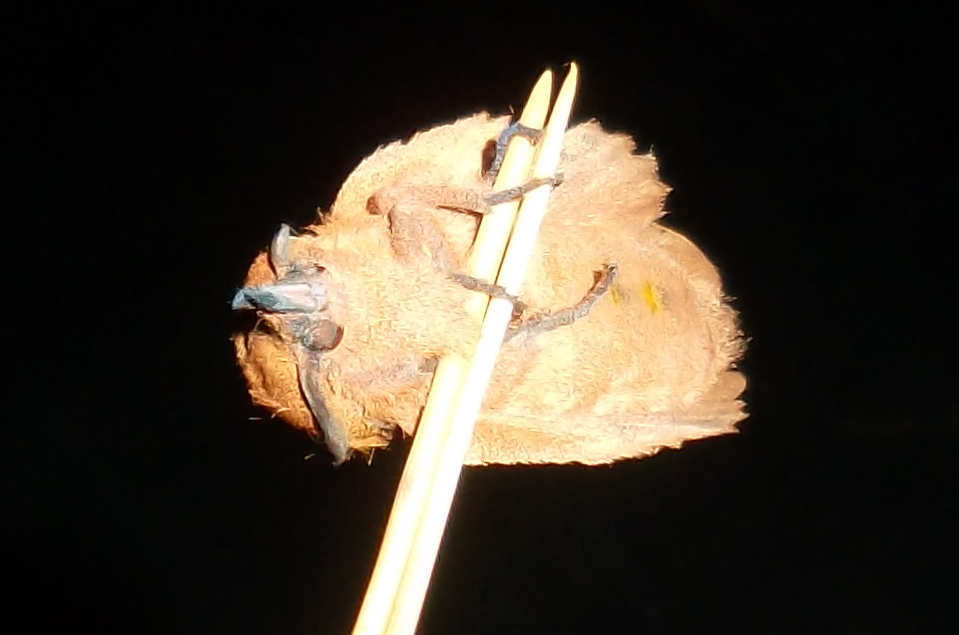
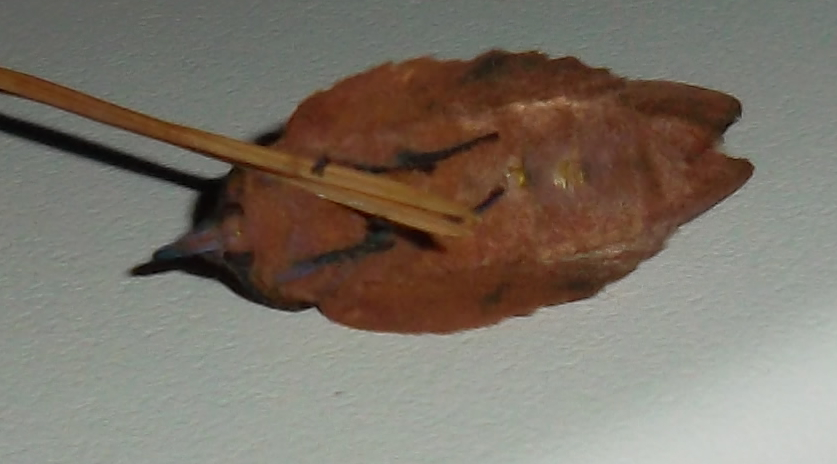

## Dottertaxa tillGastropacha, i alfabetisk ordning[1][2]
- Gastropacha abstracta
- Gastropacha acutifolia
- Gastropacha aestiva
- Gastropacha africana
- Gastropacha alnifolia
- Gastropacha andamana
- Gastropacha angustipennis
- Gastropacha automalis
- Gastropacha cerridifolia
- Gastropacha clathrata
- Gastropacha coreana
- Gastropacha coreopacha
- Gastropacha dalmatina
- Gastropacha dentata
- Gastropacha eberti
- Gastropacha encausta
- Gastropacha fagifolia
- Gastropacha flava
- Gastropacha formosana
- Gastropacha fumosa
- Gastropacha grisescens
- Gastropacha hoegei
- Gastropacha hoenei
- Gastropacha horishana
- Gastropacha incompleta
- Gastropacha japonica
- Gastropacha javanus
- Gastropacha johni
- Gastropacha juncta
- Gastropacha koniensis
- Gastropacha leopoldi
- Gastropacha lidderdali
- Gastropacha lineata
- Gastropacha longipennis
- Gastropacha lucens
- Gastropacha lutea
- Gastropacha luteobasalis
- Gastropacha major
- Gastropacha marptis
- Gastropacha mekongensis
- Gastropacha meridionalis
- Gastropacha minima
- Gastropacha muscovit
- Gastropacha nandina
- Gastropacha nigrata
- Gastropacha nova
- Gastropacha obscura
- Gastropacha obsoleta
- Gastropacha pallida
- Gastropacha pardale
- Gastropacha penjabensis
- Gastropacha philippinensis
- Gastropacha populifolia
- Gastropacha prionophora
- Gastropacha purpurascens
- Gastropacha quercifolia
- Gastropacha rubatrata
- Gastropacha salicifolia
- Gastropacha scriptiplaga
- Gastropacha sibirica
- Gastropacha sikkima
- Gastropacha silvestris
- Gastropacha sinensis
- Gastropacha standfussi
- Gastropacha suffusa
- Gastropacha swanni
- Gastropacha swatensis
- Gastropacha tangens
- Gastropacha thibetana
- Gastropacha tsingtauica
- Gastropacha typica
- Gastropacha ulmifolia
- Gastropacha ulmifolia-obsoleta
- Gastropacha weberi
- Gastropacha wilemani
- Gastropacha xenapates